# Frances Bilas Spence
Frances Bilas Spence (Filadelfia, 2 de marzo de 1922-18 de julio de 2012) fue una de las programadoras originales de la Computadora ENIAC.
Fue la segunda de cinco hermanas. Su padre era ingeniero del sistema de escuelas públicas de Filadelfia  y su madre maestra, ambos en el sector de la educación. En 1947 se casó con Homer W. Spence, con quien tuvo tres hijos: Joseph, Richard y William.

## Estudios
Estudio en la Universidad Temple, donde ganó una beca para el Chestnut Hill College. Se graduó en Matemáticas con orientación en física en el año 1942. Mientras estudiaba conoció a Kathleen McNulty, quien también se convirtió luego en una de las seis mujeres que programaron ENIAC. McNulty y Spence fueron empleadas en la Moore School of Engineering para trabajar en cálculo de trayectorias balísticas. Ambas fueron seleccionadas para ser parte del primer equipo de programadores de ENIAC, una máquina que fue diseñada especialmente para realizar este tipo de cálculos. Este grupo estaba formado por Jean Jennings Bartik, Betty Snyder Holberton, Ruth Lichterman Teitelbaum, Kathleen McNulty Mauchly Antonelli y Marlyn Wescoff Meltzer.
En 1947, un año después de la presentación en sociedad de la Máquina ENIAC, Bilas se casó con Homer Spence, un ingeniero electrónico de la armada que provenía del Aberdeen Proving Grounds, quien luego comenzó a trabajar también en el proyecto ENIAC. Poco tiempo después de casarse, Bilas Spence renunció a su puesto para dedicarse a formar una familia.

## Logros
En 1997, Frances fue incluida en el Women in Technology International Hall of Fame, junto a sus otras seis compañeras de la ENIAC. Su trabajo allanó el camino para las computadoras electrónicas siguientes, y su innovación puso en marcha el auge de la computación electrónica y la programación de computadoras en la era posterior a la Segunda Guerra Mundial.
El equipo ENIAC es la inspiración detrás del galardonado documental de 2013 The Computers. Este documental, creado por Kathy Kleiman y el proyecto de programadores ENIAC, combina imágenes reales del equipo de ENIAC de la década de 1940 con entrevistas a los miembros del equipo femenino, que reflejan su tiempo trabajando juntas. The Computers es el primer documental de una serie de tres partes, siendo The Coders y The Future-Maker las siguientes.